# Wiktar Sokał (ur. 1954)
Wiktar Piatrowicz Sokał, biał. Вiктар Пятровіч Сокал, ros. Виктор Петрович Сокол, Wiktor Pietrowicz Sokoł (ur. 5 grudnia 1954 w Mińsku) – białoruski piłkarz, grający na pozycji pomocnika, trener piłkarski.

## Kariera piłkarska

### Kariera klubowa
W 1978 rozpoczął karierę piłkarską w klubie Dynama Brześć, skąd w następnym roku przeszedł do Dynama Mińsk. W składzie mińskiej drużyny spędził 13 lat. Po rozpadzie ZSRR wyjechał za granicę, gdzie bronił barw Jagiellonii Białystok. W 1992 zakończył karierę piłkarską w Białorusi Mińsk.

## Kariera trenerska
Po zakończeniu kariery piłkarskiej rozpoczął pracę szkoleniową. W latach 1994–1996 trenował Dynama-93 Mińsk. W 2001 objął stanowisko głównego trenera Dynama Brześć. Również prowadził juniorską reprezentację Białorusi.

## Sukcesy i odznaczenia

### Sukcesy klubowe
- mistrz ZSRR: 1982
- brązowy medalista Mistrzostw ZSRR: 1983
- finalista Pucharu ZSRR: 1987

### Sukcesy indywidualne
- król strzelców Pucharu Europy: 6 goli (1984)[3]

### Odznaczenia
- tytuł Mistrza Sportu ZSRR: 1980